# Michael Pammer
Michael Pammer (* 11. September 1962 in Linz) ist ein österreichischer Professor am Institut für Sozial- und Wirtschaftsgeschichte der Johannes Kepler Universität Linz.
Pammer studierte Rechtswissenschaften, Germanistik und Geschichte an der Universität Salzburg. 1985 promovierte er in Rechtswissenschaft und 1990 an der Universität Salzburg in Geschichte mit der Dissertation Glaubensabfall und wahre Andacht. Barockreligiosität, Reformkatholizismus und Laizismus in Oberösterreich 1700 - 1820. Von 1992 bis 2001 war er Universitätsassistent am Institut für Sozial- und Wirtschaftsgeschichte der Johannes Kepler Universität Linz. 2001 erfolgte die Habilitation in Wirtschafts- und Sozialgeschichte mit der Schrift Entwicklung und Ungleichheit. Österreich im 19. Jahrhundert. Im gleichen Jahr erhielt er den Titel eines außerordentlichen Professors der Universität Linz.

## Schriften
- Handbuch der Religionsgeschichte im deutschsprachigen Raum. 1750–1900. Band 5. Ferdinand Schöningh, Paderborn/Wien 2007, ISBN 978-3-506-72024-5.
- Mit Roman Sandgruber: Österreichische Industriegeschichte. 1848 bis 1955. Band 2. Carl Ueberreuter, Wien 2004, ISBN 3-8000-3929-X.
- Jüdische Vermögen in Wien 1938. R. Oldenbourg Verlag, München 2003, ISBN 3-7029-0476-X.
- Die Rückstellungskommission beim Landesgericht für Zivilrechtssachen Wien. R. Oldenbourg Verlag, München 2002, ISBN 3-486-56693-8.
- Entwicklung und Ungleichheit. Österreich im 19. Jahrhundert. Franz Steiner Verlag, Stuttgart 2002, ISBN 3-515-08064-3.
- Glaubensabfall und Wahre Andacht. Barockreligiosität, Reformkatholizismus und Laizismus in Oberösterreich, 1700-1820. R. Oldenbourg Verlag, Verlag für Geschichte und Politik, München/Wien 1994, ISBN 3-7028-0322-X.
- Erfahrung der Moderne. Franz Steiner Verlag, Stuttgart 2007, ISBN 3-515-09020-7.